# Dicranomyia (Sivalimnobia) aquosa
Dicranomyia (Sivalimnobia) aquosa is een tweevleugelige uit de familie steltmuggen (Limoniidae). De soort komt voor in het Palearctisch gebied.